# Liste der Listen von Komponisten nach Ländern geordnet

## Europa
- Liste albanischer Komponisten
- Liste armenischer Komponisten
- Liste aserbaidschanischer Komponisten
- Liste belarussischer Komponisten
- Liste belgischer Komponisten
- Liste britischer Komponisten
  - Liste schottischer Komponisten
- Liste bulgarischer Komponisten
- Liste dänischer Komponisten
  - Liste färöischer Komponisten
- Liste deutscher Komponisten
  - Liste klassischer Komponisten in der DDR
  - Liste sorbischer Komponisten
- Liste estnischer Komponisten
- Liste finnischer Komponisten
- Liste französischer Komponisten
- Liste georgischer Komponisten
- Liste griechischer Komponisten
- Liste irischer Komponisten
- Liste isländischer Komponisten
- Liste italienischer Komponisten
- Liste jugoslawischer Komponisten
- Liste kroatischer Komponisten
- Liste lettischer Komponisten
- Liste liechtensteinischer Komponisten
- Liste litauischer Komponisten
- Liste moldawischer Komponisten
- Liste niederländischer Komponisten
- Liste norwegischer Komponisten
- Liste österreichischer Komponisten
- Liste polnischer Komponisten
- Liste portugiesischer Komponisten
- Liste rumänischer Komponisten
- Liste russischer Komponisten
- Liste schwedischer Komponisten
- Liste Schweizer Komponisten
- Liste serbischer Komponisten
- Liste slowakischer Komponisten
- Liste slowenischer Komponisten
- Liste spanischer Komponisten
- Liste tschechischer Komponisten
- Liste türkischer Komponisten
- Liste ukrainischer Komponisten
- Liste ungarischer Komponisten

## Nordamerika
- Liste kanadischer Komponisten
- Liste US-amerikanischer Komponisten

## Lateinamerika
- Liste brasilianischer Komponisten
- Liste venezolanischer Komponisten

## Asien
- Liste chinesischer Komponisten
- Liste indischer Komponisten
- Liste indonesischer Komponisten
- Liste israelischer Komponisten
- Liste japanischer Komponisten
- Liste kasachischer Komponisten
- Liste kirgisischer Komponisten
- Liste koreanischer Komponisten
- Liste mongolischer Komponisten
- Liste persischer Komponisten
- Liste philippinischer Komponisten
- Liste taiwanischer Komponisten
- Liste tadschikischer Komponisten
- Liste turkmenischer Komponisten
- Liste usbekischer Komponisten
- Liste vietnamesischer Komponisten

## Australasien
- Liste australischer Komponisten
- Liste neuseeländischer Komponisten

## Afrika
- Liste ägyptischer Komponisten
- Liste namibischer Komponisten
- Liste nigerianischer Komponisten
- Liste südafrikanischer Komponisten
- Liste ugandischer Komponisten